# 航运

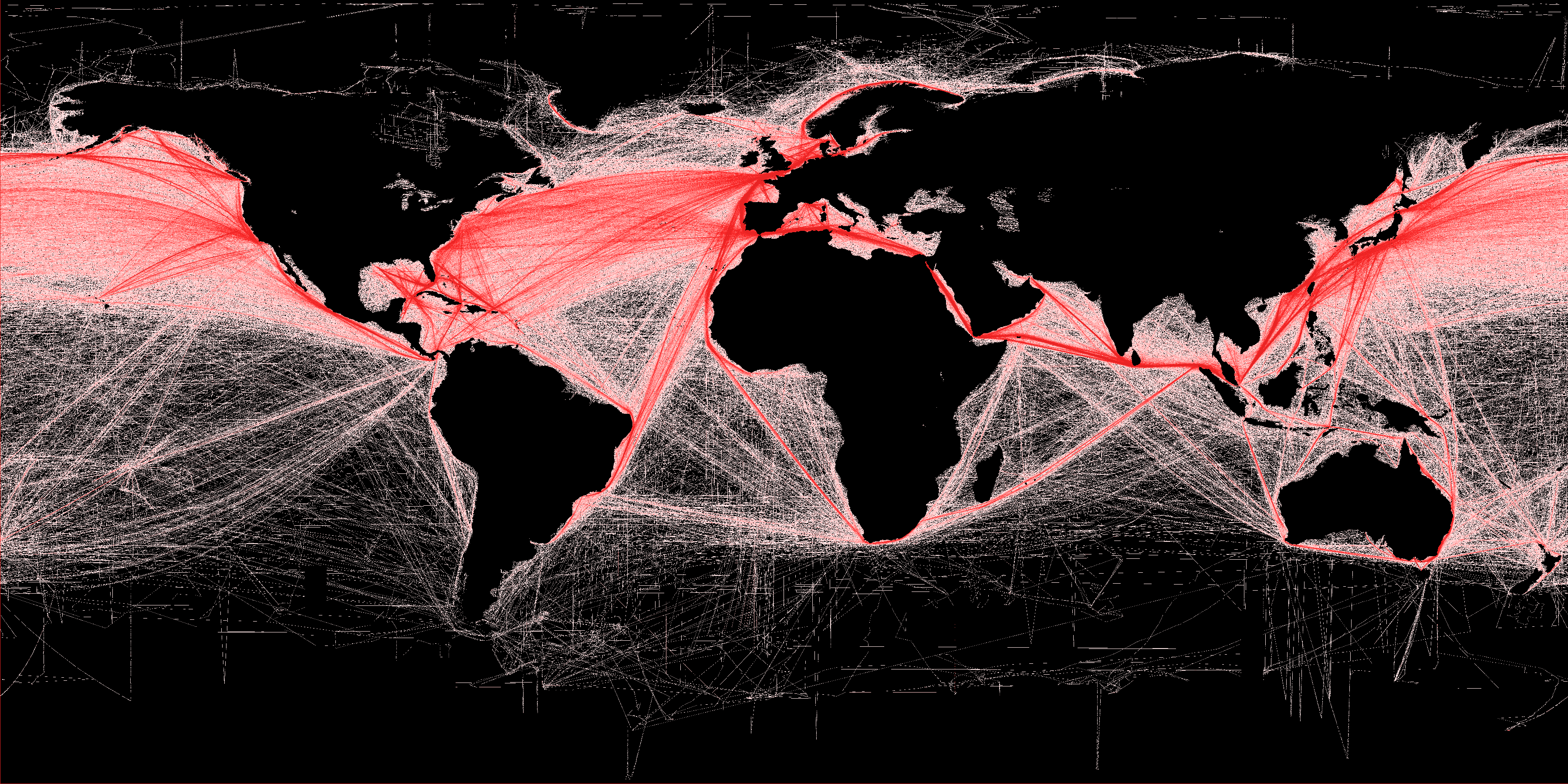
世界各地船舶進行的運輸用紅色繪製。結果，路線顯示為一條深紅色的線

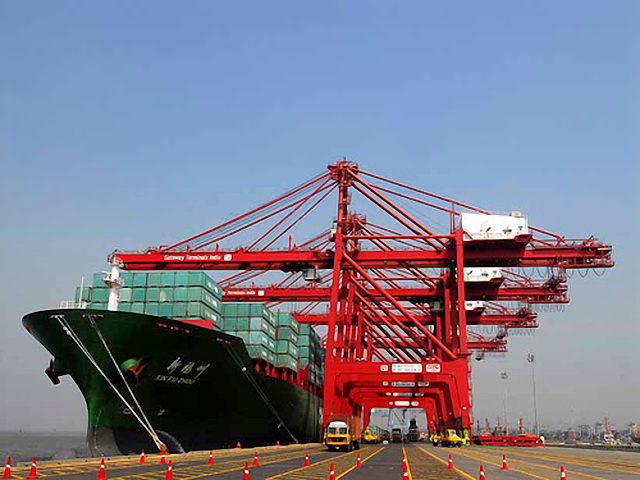
貨櫃港口

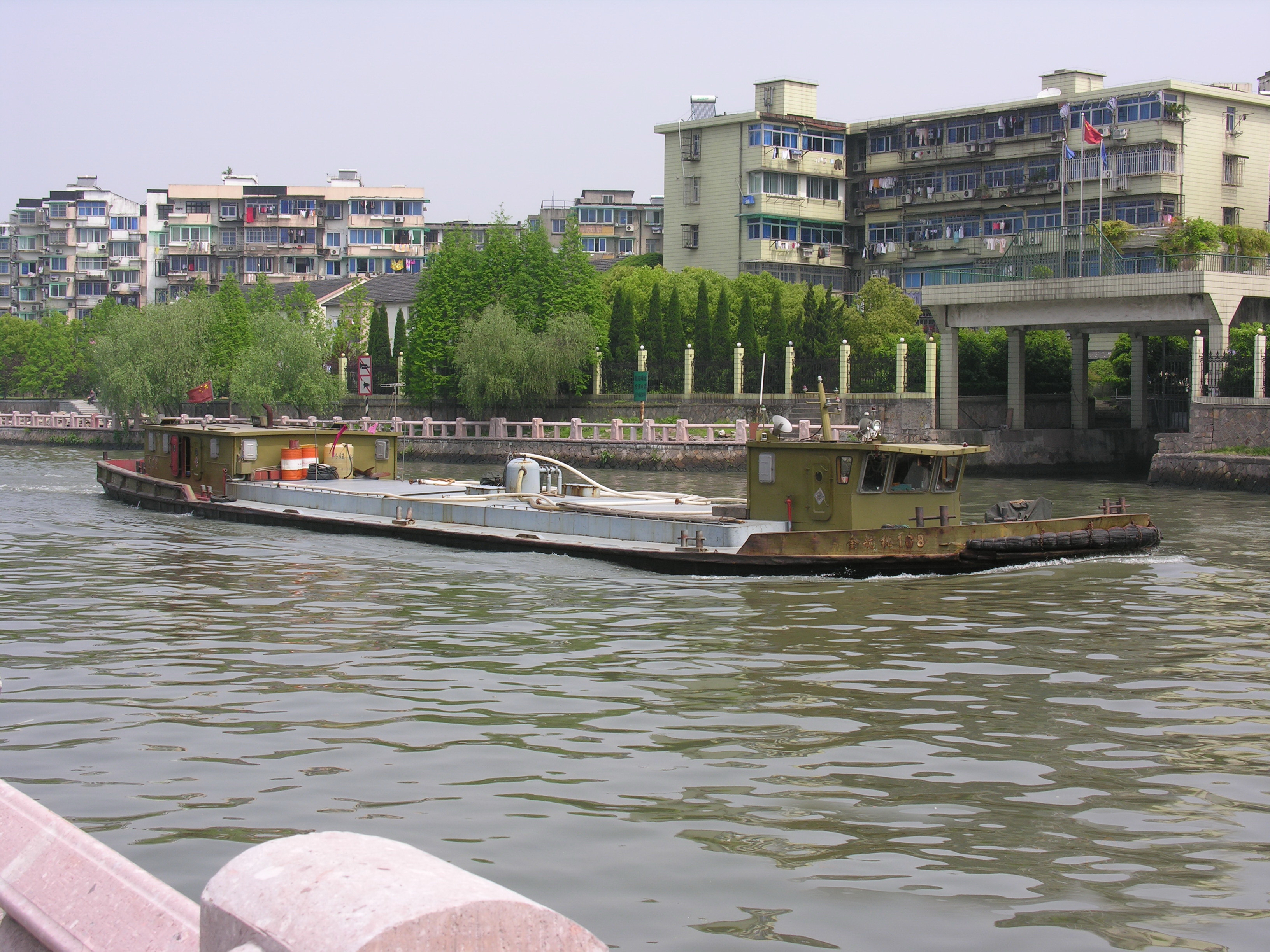
在京杭大運河中之貨船

航運，又称海运（英語：Maritime transport），是指通過海上運輸的方式來運送人或貨物。15世紀以來航運業的蓬勃發展，使得人類得以橫跨來往洲與洲之間，人力、貨物大量流通，極大地改變了社會與自然景觀。
直至今日，全球貿易中80-90%的商品比例仰賴海上運輸，使其處於絕對的統治地位。原因在于海运具有水路不用養護、運能靈活性高、費用較為低廉等诸多優勢，远胜空中運輸與陸路運輸。同時，海上運輸每次航程能運送大量貨物，而空運和陸運每次的負載數量則相對較少。不过，海運也有所需時間較長的劣勢。廣義的海上運輸包含各式海上運具、港口、相關產業等。

## 種類
船舶和其他船隻用於海上運輸。類型可以透過推進力、尺寸或貨物類型來區分。 娛樂或教育船隻仍然使用風力，而一些較小的船隻使用內燃機來驅動一個或多個螺旋槳，或者在噴射船的情況下，使用舷內噴水器。在淺吃水區域，例如大沼澤地，一些飛行器，例如氣墊船，由大型推進式風扇推進。
大多數現代商船可以分為以下幾個類別之一，例如：
| 主要海運類型                             | 主要海運類型 |
| 圖片                                     | 描述 |
| ---------------------------------------- | --- |
|                                          | 散貨船（散裝貨船）是用於運輸散裝貨物物品的貨船，例如礦石或主食（米、穀物等）和類似貨物。它們可以透過甲板上的大型盒狀艙口來識別，該艙口設計用於滑出舷外以便裝載。 散裝貨船可以是乾式的也可以是濕式的。大多數湖泊都太小，無法容納散裝貨船，但一支由湖貨船組成的大型船隊一直在北美的五大湖和聖勞倫斯海道已有一個多世紀的歷史。 |
|                                          | 貨櫃船是用卡車大小的貨櫃裝載全部貨物的貨船，所採用的技術稱為貨櫃化。 它們構成了商業多式聯運貨運的常見手段。 它們被非正式地稱為“箱船”，運載著世界上大部分的乾貨。 大多數貨櫃船由柴油機驅動，船員數量在10到30人之間。 它們通常在船尾、機艙正上方有一個大型住宿區。 |
|                                          | 遊輪是用於休閒航行的客船，其中航行本身和船上的設施被認為是體驗的重要組成部分。 遊輪已成為旅遊 行業的主要組成部分，截至2006 年，每年有數百萬乘客。該行業的快速增長已經見證了九艘或更多新建船舶為旅遊業 提供服務。自 2001 年以來，北美客戶每年都在增加，還有為歐洲客戶提供服務的其他客戶。 較小的市場，如亞太地區，通常由進入高成長地區的新船取代的舊噸位提供服務。 在波羅的海上，港口透過郵輪渡輪連接。 |
|                                          | 多用途貨船（有時稱為雜貨船）用於運輸各種貨物，從大宗商品到散裝貨物和重型貨物。 為了提供最大的貿易靈活性，它們通常配備有齒輪（配有起重機），現代的例子適用於運輸貨櫃和穀物。 一般來說，它們會有大型的開放式貨艙和雙層甲板，以方便在同一航程中運輸不同的貨物。 船員將非常有能力固定散裝貨物，船舶將配備各種綁紮和其他海上緊固設備。 |
|                                          | 遠洋客船是一艘客船，旨在按照時間表沿著常規長途海上航線將人員從一個海港運送到另一個海港。 遠洋客輪也可以運載貨物或郵件，有時也可以用於其他目的。 遠洋客輪通常建造堅固，具有較高的乾舷，以承受波濤洶湧的大海和公海遇到的不利條件，在長途航行中具有大容量的燃料、食品和其他消耗品。 這些是大多數客運公司的主要停留點，但由於航空旅行的成長，客船數量穩定下降。 遊輪後來填補了這一空白，主要由那些仍然熱愛大海的人使用，並且比舊客船提供更多便利設施。 |
|                                          | 冷藏船是貨船的一種，通常用於運輸需要溫控運輸的易腐爛商品，主要是水果 、肉、魚、蔬菜、乳製品和其他食品。 |
|                                          | 滾裝船是設計用於運輸輪式貨物的船舶，例如汽車、拖車或火車車廂。 滾裝船（或滾裝船）具有內置坡道，可讓貨物在港口時有效地「滾上」和「滾下」船舶。 雖然跨河流和其他短距離運行的小型渡輪通常仍然有內置坡道，但滾裝船一詞通常是為較大的遠洋船舶保留的，包括純汽車/卡車運輸船舶。 |
|                                          | 油輪是運輸流體的貨船，例如原油、石油產品、液化石油氣（LPG）、液化天然氣（LNG）和化學品，還有植物油、酒和其他食品。 油輪產業佔世界噸位的三分之一。 |
| 次要海運類型                             | |
|                                          | 駁船是一種平底船，主要用於河流和運河重型貨物的運輸。 大多數駁船不是自航式的，需要透過拖船牽引或拖船推動來移動。 運河上的駁船（由相鄰拖道上的役畜牽引）為歐洲和美國東北部的早期工業革命奠定了支持的條件，但後來他們使蒸汽機車原動機乘坐鐵軌成為可能－在兩者都可以成長（並成熟）到變得普遍且有能力—由於速度更快、成本下降，在人員、輕型貨物和高價值物品的運輸方面與鐵路和運河系統競爭，以及鐵路運輸的路線彈性。 隨著列車運力和速度的持續攀升，大宗貨物的運輸也逐漸被貨運鐵路取代。 即使是動力不足的早期鐵路網絡通常也可以到達只有建造極其昂貴的運河才能到達的地方，一旦鐵T 型鐵路和更高功率的機車成為可能，建造鐵路的成本要低得多，不受約束且獨立於水源，同時大多不受季節性問題的困擾（受溫帶地區的運河經常遭受冰凍和冰凍洪水冰凍損害。 當洪水確實影響鐵路時，服務的恢復通常相對較快。 |
|                                          | 電纜敷設船是一種深海船，設計用於水下鋪設電纜，用於電信、電力等。 一個巨大的上層建築和一個或多個從橫梁供電的線軸將其區分開來。 |
| Warnemünde Handelsschiff (01) 2006-09-21 | 沿海貿易船，該船用於同一島嶼或大陸上不同地點之間的貿易。 它們通常很小並且吃水很淺，有時設置為自卸器。 |
|                                          | 挖泥船（有時也稱為挖泥船）是一種用於在淺海或淡水區域進行挖掘的船舶，其目的是收集底部沉積物並將它們處置在不同的地點，例如用於金礦勘探。 |
|                                          | 渡輪是一種運輸形式，通常是船或船，但也有其他形式，運載（或“擺渡”）乘客，有時他們的車輛。 渡輪也用於運輸貨物（卡車和有時無動力的貨運集裝箱），甚至鐵路汽車。 大多數渡輪提供定期、頻繁的往返服務。 有許多站點的步行渡輪有時被稱為水上巴士或水上計程車。 渡輪是許多濱水城市和島嶼公共交通系統的一部分，允許在各點之間直接運輸，其資本成本遠低於橋樑或隧道。 許多在北歐水域運作的渡輪都是滾裝船。 |
|                                          | 拖船是用於操縱的船，主要透過拖或推動，其他船隻（參見運輸） 港口，越過公海或通過河流和運河。 它們也用於拖曳駁船、故障船舶或拖船等其他設備。 |
|                                          | 開艙口雜貨船設計用於運輸林業產品、散裝貨物、組合貨物、項目貨物和海運貨櫃。 |
|                                          | 半潛式重吊船經常搬運其他船舶無法很好處理的特別大、重或笨重的貨物。 此類超尺寸貨物包括船體、預製建築材料、其他海船、發電廠零件、鑄鋼物體以及各種非常大或重型的貨物。 |

## 船运

### 定期船運
定期船运输也作班轮运输是一种水上运输方式，它接受零星雜貨或貨櫃貨運，照固定航线和时刻表航行，将人员，货物和邮件从一个港口送往另一个港口。定期船的航线往往是在固定港口之间往返。
在19世纪到20世纪初非常常见的邮轮经营的业务就是远洋定期船运输。由于飞机的发展，长途客运定期船运输已经被空运所取代。短途和近海客运定期船运输依然存在。少数航运公司的货轮依然承长途载客运业务，但是居住环境与时间往往受船只的限制。
與定期船運相對的是不定期船運。不定期船運以運送散裝乾貨或石油為主，既無固定班期，亦無固定航線，端視貨物流動之需要而決定其航程，與定期船運有所區別。

### 船運條款
利用水路作國際貿易，會牽涉到一些條款。
- 船上交货（Free on Board，FOB）- 卖家負責運到港口的成本費，之後的費用由買家承擔；卖家承担货物责任至起运港，之后责任由买家承担。
- 成本，保險加運費（Cost & Insurance & freight，CIF）：保險和運費都是由卖家支付，至目的地為止；卖家承担货物责任至目的地港。

## 對環境的影響
航運對環境的影響包括溫室氣體的排放、人為噪音對生態的干擾及漏油造成的汙染等。根據International Maritime Organization (IMO) 計算，2012 年全球人為二氧化碳排放中有 2.2% 是由航運所造成。他們在 2014 年更預測，若人們沒有採取進一步的行動，隨著經濟持續增長及能源發展，到了 2050 年航運所排放的二氧化碳量將上升 50-250%。

## 航運公司
在西元2020年，根據法國海運諮詢機構Alphaliner的最新資料顯示，全球海運公司前三名依序為埃彼穆勒-快桅（APM–Maersk），地中海航運（MSC）及中遠海運集團（COSCO Group）。而台灣的海運公司長榮海運和陽明海運位居第七名和第九名。
以下為全球十大海運公司及其資訊：
| 航運公司                  | 世界排名 | 創立時間   | 國家   | 總部     | 船隻數量 |
| ------------------------- | -------- | ---------- | ------ | -------- | -------- |
| 快桅 APM-Maersk           | 1        | 西元1904年 | 丹麥   | 哥本哈根 | 667      |
| 地中海航運 MSC            | 2        | 西元1970年 | 瑞士   | 日內瓦   | 569      |
| 中國遠洋海運 COSCO        | 3        | 西元1997年 | 中國   | 上海     | 482      |
| 法國達飛海運集團 CMA CGM  | 4        | 西元1978年 | 法國   | 馬賽     | 522      |
| 赫伯羅特 Hapag-Lloyd      | 5        | 西元1970年 | 德國   | 漢堡     | 235      |
| 海洋网联船务 ONE          | 6        | 西元2017年 | 日本   | 東京     | 211      |
| 長榮海運 EVERGREEN Marine | 7        | 西元1968年 | 台灣   | 桃園     | 194      |
| 現代商船 Hyundai M.M.     | 8        | 西元1976年 | 韓國   | 首爾     | 68       |
| 陽明海運 YANG MING Marine | 9        | 西元1972年 | 台灣   | 基隆     | 91       |
| 太平船務 PIL              | 10       | 西元1967年 | 新加坡 | 新加坡   | 108      |